# Liste des sites Ramsar au Sénégal
Cet article recense les zones humides du Sénégal concernées par la convention de Ramsar.

## Statistiques
La convention de Ramsar est entrée en vigueur au Sénégal le 11 novembre 1977.
En mars 2022, le pays compte neuf sites Ramsar, couvrant une superficie de 159 137 hectares.

## Liste
| Site                                                   | Département         | Notes | Date               | Superficie (km²) | Altitude (m) | Identifiant Ramsar | Identifiant WDPA | Coordonnées                         | Photo |
| ------------------------------------------------------ | ------------------- | ----- | ------------------ | ---------------- | ------------ | ------------------ | ---------------- | ----------------------------------- | ----- |
| Parc national des oiseaux du Djoudj                    | Saint-Louis         |       | 11 juillet 1977    | 160,00           | 4 - -4       | 138                | 68151            | 16° 24′ 18″ nord, 16° 14′ 28″ ouest |       |
| Réserve spéciale de faune de Ndiaël                    | Saint-Louis, Dagana |       | 11 juillet 1977    | 260,00           |              | 139                | 68152            | 16° 14′ 13″ nord, 16° 03′ 40″ ouest |       |
| Parc national du delta du Saloum                       | Kaolack, Fatick     |       | 3 avril 1984       | 730,00           | 0            | 288                | 68153            | 13° 37′ 01″ nord, 16° 42′ 00″ ouest |       |
| Réserve spéciale de faune de Gueumbeul                 | Saint-Louis         |       | 29 septembre 1986  | 7,20             | 0            | 338                | 68154            | 15° 55′ 01″ nord, 16° 27′ 43″ ouest |       |
| Réserve naturelle communautaire de Tocc Tocc           | Saint-Louis         |       | 12 septembre 2013  | 2,73             | 2            | 2199               | 555624130        | 16° 20′ 38″ nord, 15° 50′ 13″ ouest |       |
| Kalissaye                                              | Ziguinchor          |       | 1er septembre 2017 | 300,14           | 10 - 15      | 2326               | 555629212        | 12° 48′ 36″ nord, 16° 42′ 50″ ouest |       |
| Réserve naturelle d'intérêt communautaire de la Somone | Thiès               |       | 1er septembre 2017 | 7,00             | 1 - 2        | 2327               | 555629213        | 14° 30′ 25″ nord, 17° 04′ 12″ ouest |       |
| Réserve naturelle communautaire de Palmarin            | Fatick              |       | 1er septembre 2017 | 104,30           | 1 - 2        | 2328               | 555629214        | 14° 03′ 25″ nord, 16° 45′ 04″ ouest |       |
| Parc national de la Langue de Barbarie                 |                     |       | 7 avril 2021       | 20,00            | 0            | 2467               | 869              | 15° 29′ nord, 16° 19′ ouest         |       |